# Madre Maria da Soledade
Madre Maria da Soledade, O.S.C. (24 de agosto de 1668 — 30 de outubro de 1719) foi uma das monjas clarissas do Convento de Santa Clara do Desterro com fama de santidade. Nascida em Salvador da Bahia, era filha do Capitão João Borges de Macedo e Dona Maria de Barros. Teve oito irmãos: sete homens, dos quais dois faleceram na infância e uma irmã, também falecida em tenra idade. Seus outros irmãos vieram posteriormente a ocupar altos cargos na vida social e religiosa.
Foi batizada na Catedral da Bahia no dia 08 de setembro do mesmo ano em que nasceu e recebeu o nome de Maria, por ser o dia da Natividade de Nossa Senhora. Aos 10 anos de idade fez votos de castidade e prometeu a Virgem Maria viver a pureza. Ingressou no Convento de Santa Clara do Desterro no dia 2 de fevereiro de 1687, dia da festa da Candelária ou Nossa Senhora das Candeias. Seu pai já havia falecido quando entrou para a vida monástica.
Após seu ingresso no convento, nunca mais falou com seus irmãos e parentes, nem com nenhuma outra pessoa de fora das dependências do mosteiro, apenas se dirigia ao parlatório duas vezes ao ano, para falar com sua mãe. Foi incansável no exercício de ouvir missas e adoração ao Santíssimo Sacramento. Durante a realização dos atos religiosos, ficava a orar imóvel e permanecia por longo tempo de forma extática. Durante 32 anos nunca faltou aos ofícios religiosos do convento, nem a ato algum, excluindo-se os três dias que precederam a sua morte.
Faleceu às 22h do dia 30 de outubro de 1719, tendo de idade cinquenta e um anos, dois meses e seis dias, e de hábito trinta e dois anos, oito meses e vinte e oito dias. Seu corpo foi transferido para a Capelinha do Senhor dos Passos onde foi velado durante a noite. No esquife tinha o semblante tão agradável que parecia estar viva, tal a extraordinária formosura de que se achava revestida.
Sua biografia foi transcrita no “Novo orbe seráfico brasílico ou Crônica dos frades menores da província do Brasil” de Frei Jaboatão. Conforme o mesmo, depois da Madre Vitória da Encarnação, segue naquele convento a memória da Madre Maria da Soledade:
A saudosa e veneranda recordação da Madre Victoria, se segue a da religiosa, e também veneranda Soror Maria da Soledade, companheira sua nos exercícios da 
virtude e exemplar da vida.
Após sua morte, teve sua vida escrita pela Madre Margarida da Coluna, aquela com quem fazia os exercícios penitenciais junto à Madre Vitória, e com quem continuou os mesmos exercícios até o fim da sua vida. Também sobre a Madre Margarida, escreveu Frei Jaboatão:
Nestes santos exercícios por morte da Madre Victória, ficou continuando (a Madre Margarida) com a Madre Maria da Soledade, que todas três floreceram ao mesmo tempo, ficando por morte da Madre Victoria as duas companheiras a Madre Maria da Soledade, e a Madre Margarida da Coluna.